# Nathalie Desmares
Nathalie Desmares (ur. 18 maja 1972 w L’Aigle) – francuska snowboardzistka. 
Sześciokrotnie stawała na podium zawodów Pucharu Świata: dwa razy była druga i cztery razy zajmowała trzecie miejsce. W sezonie 2000/2001 zajęła 10. miejsce w klasyfikacji generalnej.
W 1998 wystartowała na igrzyskach olimpijskich w Nagano, gdzie zajęła 17. miejsce w gigancie. Brała też udział w igrzyskach olimpijskich w Vancouver w 2010, zajmując 18. miejsce w gigancie równoległym. 
Była też między innymi siódma w gigancie na mistrzostwach świata w Berchtesgaden (1999), snowcrossie na mistrzostwach w Madonna di Campiglio (2001) oraz w gigancie równoległym na mistrzostwach w La Molina (2011).

## Osiągnięcia

### Igrzyska olimpijskie
| Miejsce | Dzień     | Rok  | Miejscowość | Konkurencja       | Zwyciężczyni        |
| ------- | --------- | ---- | ----------- | ----------------- | ------------------- |
| 17.     | 9 lutego  | 1998 | Nagano      | Gigant            | Karine Ruby         |
| 18.     | 26 lutego | 2010 | Vancouver   | Gigant równoległy | Nicolien Sauerbreij |

### Mistrzostwa świata
| Miejsce | Dzień       | Rok  | Miejscowość          | Konkurencja       | Zwyciężczyni              |
| ------- | ----------- | ---- | -------------------- | ----------------- | ------------------------- |
| 8.      | 21 stycznia | 1997 | San Candido          | Gigant            | Sondra van Ert            |
| 7.      | 12 stycznia | 1999 | Berchtesgaden        | Gigant            | Margherita Parini         |
| 14.     | 14 stycznia | 1999 | Berchtesgaden        | Gigant równoległy | Isabelle Blanc            |
| DNF     | 23 stycznia | 2001 | Madonna di Campiglio | Gigant            | Karine Ruby               |
| 25.     | 24 stycznia | 2001 | Madonna di Campiglio | Gigant równoległy | Ursula Bruhin             |
| 7.      | 28 stycznia | 2001 | Madonna di Campiglio | Snowboardcross    | Karine Ruby               |
| 28.     | 16 stycznia | 2007 | Arosa                | Gigant równoległy | Jekatierina Tudiegieszewa |
| 23.     | 17 stycznia | 2007 | Arosa                | Slalom równoległy | Heidi Neururer            |
| 8.      | 20 stycznia | 2009 | Gangwon              | Gigant równoległy | Marion Kreiner            |
| 43.     | 21 stycznia | 2009 | Gangwon              | Slalom równoległy | Fränzi Mägert-Kohli       |
| 7.      | 19 stycznia | 2011 | La Molina            | Gigant równoległy | Alona Zawarzina           |
| 16.     | 22 stycznia | 2011 | La Molina            | Slalom równoległy | Hilde-Katrine Engeli      |
| 20.     | 25 stycznia | 2013 | Stoneham             | Gigant równoległy | Isabella Laböck           |
| 32.     | 27 stycznia | 2013 | Stoneham             | Slalom równoległy | Jekatierina Tudiegieszewa |

### Puchar Świata

#### Miejsca w klasyfikacji generalnej
- sezon 1996/1997: 127.
- sezon 1997/1998: 68.
- sezon 1998/1999: 45.
- sezon 1999/2000: 32.
- sezon 2000/2001: 10.
- sezon 2001/2002: 31.
- sezon 2005/2006: 82.
- sezon 2006/2007: 78.
- sezon 2007/2008: 51.
- sezon 2008/2009: 74.
- sezon 2009/2010: 24.

#### Miejsca w klasyfikacji generalnej PAR
- sezon 2010/2011: 21.
- sezon 2011/2012: 21.
- sezon 2012/2013: 23.
- sezon 2013/2014: 37.
- sezon 2014/2015: 39.
- sezon 2015/2016: 44.
- sezon 2016/2017: 42.
- sezon 2017/2018: 59.

#### Miejsca na podium
1. Les Gets – 6 marca 1998 (Gigant równoległy) - 3. miejsce
2. Park City – 7 lutego 1999 (Gigant) - 3. miejsce
3. Sapporo – 16 lutego 2001 (Snowcross) - 3. miejsce
4. Gstaad – 10 stycznia 2001 (Gigant) - 2. miejsce
5. Stoneham – 24 stycznia 2010 (Gigant równoległy) - 3. miejsce
6. Valmalenco – 13 marca 2010 (Gigant równoległy) - 2. miejsce